# Муромское сельское поселение (Белгородская область)
Му́ромское се́льское поселе́ние — упразднённое муниципальное образование в Шебекинском районе Белгородской области.
Административный центр — село Муром.
19 апреля 2018 года упразднено при преобразовании Шебекинского района в Шебекинский городской округ.

## История
Муромское сельское поселение образовано 20 декабря 2004 года в соответствии с Законом Белгородской области № 159.

## Население
| 2010  | 2011  | 2012  | 2013  | 2014  | 2015  | 2016  |
| ----- | ----- | ----- | ----- | ----- | ----- | ----- |
| 2124  | ↗2125 | ↘2085 | ↘2030 | ↘1968 | ↘1937 | ↘1910 |
| 2017  | 2018  |       |       |       |       |       |
| ↘1860 | ↘1817 |       |       |       |       |       |

## Состав сельского поселения
| № | Населённый пункт | Тип населённого пункта       | Население |
| - | ---------------- | ---------------------------- | --------- |
| 1 | Зиборовка        | село                         | →329      |
| 2 | Муром            | село, административный центр | ↗1468     |
| 3 | Середа           | село                         | ↘327      |

## Известные уроженцы
- Чефранов, Николай Николаевич (1904—1989) — директор МТС, Герой Социалистического Труда.